# Zonitis nana
Zonitis nana – gatunek chrząszcza z rodziny oleicowatych.
Gatunek ten opisany został po raz pierwszy w 1872 roku przez Wiktora Moczulskiego pod nazwą Zonitis apicalis. Okazała się ona jednak być młodszym homonimem, w związku z czym za ważną uznaje się tę nadaną w 1881 roku przez Emila Enrico Ragusę.
Chrząszcz o wydłużonym, prawie walcowatym ciele długości od 8 do 12 mm. Głowa jest duża, dość szeroka, ale nieco tylko szersza od przedplecza, trójkątna, za oczami równomiernie zakrzywiona, nienabrzmiała. Punktowanie głowy jest dość grube i gęste, a owłosienie czarne. Czarne czułki są długie, nitkowate, o członie drugim prawie tak długim jak pierwszy. Głaszczki szczękowe mają wąski człon ostatni i nie są silnie wydłużone. Przedplecze jest mocno poprzeczne, niemal dwukrotnie szersze niż dłuższe, o łukowato zaokrąglonych kątach przednich i niemal równoległych brzegach bocznych. Jego powierzchnia jest grubo, ale niezbyt gęsto i rzadziej niż głowa punktowana, porośnięta jasnym owłosieniem, pozbawiona silnych wcisków. Ubarwienie przedplecza jest żółte do żółtobrązowego. Kolor tarczki jest jednolicie czarny.  Pokrywy są delikatnie, gęsto i jasno owłosione, żółte do żółtobrązoworudych. Pozbawione są listewek krawędziowych, a szczyty mają osobno zaokrąglone. Odnóża są czarne, o stopach z mocno powiększonym pierwszym członem i podwójnie grzebykowanymi na spodzie pazurkami. Golenie ostatniej pary mają równie cienkie ostrogi zewnętrzną i wewnętrzną, tę ostatnią zaostrzoną.
Gatunek palearktyczny. W Europie znany jest z Francji (w tym z Korsyki), Szwajcarii, Włoch (w tym z Sycylii), Czech, Słowacji, Węgier, Chorwacji, Bośni i Hercegowiny, Serbii, Czarnogóry, Bułgarii, Albanii,  Grecji oraz południowoeuropejskiej części Rosji, a w Azji z anatolijskiej części Turcji, Syrii, Jordanii i Izraela.